# Tsigie Gebreselama
Tsigie Gebreselama est une athlète éthiopienne, spécialiste du 3 000 mètres.

## Biographie
En juillet 2018, elle remporte la médaille de bronze aux 3 000 mètres lors des Championnats du monde juniors d'athlétisme 2018, à Tampere en Finlande, derrière la japonaise Nozomi Tanaka et sa compatriote Meselu Berhe.

## Palmarès
- 2018 :  Championnats du monde juniors.

## Records
| Épreuve       | Temps          | Lieu                | Date            |
| ------------- | -------------- | ------------------- | --------------- |
| 5 000 m       | 14 min 18 s 76 | Eugene              | 25 mai 2024     |
| 10 000 m      | 29 min 48 s 34 | San Juan Capistrano | 16 mars 2024    |
| Semi-marathon | 1 h 5 min 14 s | Ras el Khaïmah      | 24 février 2024 |